# جرذ كنغري سانت جواكيني
جرذ كنغري سانت جواكيني (الاسم العلمي: Dipodomys nitratoides) (بالإنجليزية: San Joaquin Valley Kangaroo Rat)‏ هو نوع من الحيوانات يتبع جنس الجرذ الكنغري من فصيلة الفئران المتغايرة.